# Christian Lauener
Christian Lauener (Lauterbrunnen, 4 augustus 1826 - aldaar, 26 december 1891) was een Zwitsers alpinist en berggids.

## Biografie
Christian Lauener was als berggids vooral actief in dienst van Britse alpinisten in de omgeving van de Dent Blanche en de gletsjers ten zuiden van zijn geboorteplaats Lauterbrunnen. In 1875 werd hij hotelier.
Zijn broer Ulrich Lauener was eveneens een berggids en beklom in 1855 mede als eerste de Dufourspitze, het hoogste punt van Zwitserland.

## Eerste beklimmingen
Lauener staat tevens bekend om enkele eerste beklimmingen van Zwitserse bergen waaraan hij heeft deelgenomen.
- 1862: Weisse Frau
- 1865: Breithorn
- 1867: Gletscherhorn
- 1872: Marmolada (langs de westelijke bergkam)